# Joseph de Montpezat de Carbon
Pour les articles homonymes, voir Montpezat.
Joseph  de Montpezat de Carbon, né vers  1615 à Saint-Martory et mort le 17 juin 1687, est un prélat français du XVIIe siècle, archevêque de Toulouse.

## Biographie
Joseph de Montpezat appartenait à une ancienne famille de la Guyenne et  est fils de Jean-Antoine, seigneur de Saliers, et de Claire de Mauléon. Joseph  est le frère de Jean de Montpezat de Carbon, archevêque de Bourges.
Il est abbé d'Homblières (Aisne) en 1661, puis élu évêque de Saint-Papoul en 1664, en succession de son frère Jean, et archevêque de Toulouse en 1674. Il convoque le synode de Toulouse en 1677 ; il y renouvelle les ordonnances de ses prédécesseurs en les modifiant sur quelques points, et il en publie lui-même de nouvelles sur l'ensemble de la discipline ecclésiastique. Divers poèmes lui sont dédiés. Montpezat est abbé de Planselve à partir de 1685.